# Andrena oulskii
Andrena oulskii is een vliesvleugelig insect uit de familie Andrenidae. De wetenschappelijke naam van de soort is voor het eerst geldig gepubliceerd in 1867 door Radoszkowski.